# Olympische Sommerspiele 1984/Kanu – Einer-Canadier 500 m (Männer)
Die Wettkämpfe im Einer-Canadier über 500 Meter bei den Olympischen Sommerspielen 1984 wurden vom  8. bis 10. August auf dem Lake Casitas ausgetragen.
Es wurden zwei Vorläufe, zwei Hoffnungsläufe, drei Halbfinals und ein Finale ausgetragen.
Olympiasieger wurde der Kanadier Larry Cain.

## Ergebnisse

### Vorläufe
Die jeweils ersten drei Boote qualifizierten sich direkt für das Halbfinale, die restlichen Boote für die Hoffnungsläufe.

#### Vorlauf 1
| Rang | Athleten               | Nation         | Zeit        |
| ---- | ---------------------- | -------------- | ----------- |
| 1    | Henning Lynge Jakobsen | Dänemark       | 2:05,09 min |
| 2    | Timo Grönlund          | Finnland       | 2:06,11 min |
| 3    | Kiyoto Inoue           | Japan          | 2:06,61 min |
| 4    | Philippe Renaud        | Frankreich     | 2:07,90 min |
| 5    | Steve Train            | Großbritannien | 2:08,80 min |
| 6    | Robert Rozanski        | Norwegen       | 2:13,21 min |

#### Vorlauf 2
| Rang | Athleten         | Nation             | Zeit        |
| ---- | ---------------- | ------------------ | ----------- |
| 1    | Costică Olaru    | Rumänien           | 2:03,49 min |
| 2    | Larry Cain       | Kanada             | 2:04,30 min |
| 3    | Hartmut Faust    | BR Deutschland     | 2:05,95 min |
| 4    | John Plankenhorn | Vereinigte Staaten | 2:07,20 min |
| 5    | Francisco López  | Spanien            | 2:08,01 min |
| 6    | Göran Backlund   | Schweden           | 2:15,72 min |
| 7    | Yun Hui-chun     | Südkorea           | 2:40,92 min |

### Hoffnungsläufe
Die ersten drei Boote der Hoffnungsläufe erreichten das Halbfinale.

#### Hoffnungslauf 1
| Rang | Athleten        | Nation     | Zeit        |
| ---- | --------------- | ---------- | ----------- |
| 1    | Robert Rozanski | Norwegen   | 2:08,30 min |
| 2    | Francisco López | Spanien    | 2:09,72 min |
| 3    | Philippe Renaud | Frankreich | 2:10,44 min |
| 4    | Yun Hui-chun    | Südkorea   | 2:51,38 min |

#### Hoffnungslauf 2
| Rang | Athleten         | Nation             | Zeit        |
| ---- | ---------------- | ------------------ | ----------- |
| 1    | Steve Train      | Großbritannien     | 2:12,69 min |
| 2    | John Plankenhorn | Vereinigte Staaten | 2:13,18 min |
| 3    | Göran Backlund   | Schweden           | 2:21,81 min |

### Halbfinalläufe
Die ersten drei Boote des Halbfinals erreichten das Finale.

#### Halbfinale 1
| Rang | Athleten               | Nation         | Zeit        |
| ---- | ---------------------- | -------------- | ----------- |
| 1    | Henning Lynge Jakobsen | Dänemark       | 2:01,42 min |
| 2    | Hartmut Faust          | BR Deutschland | 2:02,60 min |
| 3    | Philippe Renaud        | Frankreich     | 2:03,30 min |
| 4    | Steve Train            | Großbritannien | 2:06,01 min |

#### Halbfinale 2
| Rang | Athleten         | Nation             | Zeit        |
| ---- | ---------------- | ------------------ | ----------- |
| 1    | Costică Olaru    | Rumänien           | 2:02,62 min |
| 2    | Kiyoto Inoue     | Japan              | 2:03,55 min |
| 3    | Francisco López  | Spanien            | 2:04,38 min |
| 4    | John Plankenhorn | Vereinigte Staaten | 2:04,54 min |

#### Halbfinale 3
| Rang | Athleten        | Nation   | Zeit        |
| ---- | --------------- | -------- | ----------- |
| 1    | Larry Cain      | Kanada   | 2:02,60 min |
| 2    | Timo Grönlund   | Finnland | 2:03,36 min |
| 3    | Robert Rozanski | Norwegen | 2:06,87 min |
| 4    | Göran Backlund  | Schweden | 2:14,08 min |

### Finale
| Rang | Athleten               | Nation         | Zeit        |
| ---- | ---------------------- | -------------- | ----------- |
| 1    | Larry Cain             | Kanada         | 1:57,91 min |
| 2    | Henning Lynge Jakobsen | Dänemark       | 1:58,45 min |
| 3    | Costică Olaru          | Rumänien       | 1:59,86 min |
| 4    | Philippe Renaud        | Frankreich     | 1:59,95 min |
| 5    | Timo Grönlund          | Finnland       | 2:01,00 min |
| 6    | Kiyoto Inoue           | Japan          | 2:01,79 min |
| 7    | Hartmut Faust          | BR Deutschland | 2:01,85 min |
| 8    | Robert Rozanski        | Norwegen       | 2:02,12 min |
| 9    | Francisco López        | Spanien        | 2:03,95 min |

## Weblink
- Ergebnisse